# Marian Częścik
Marian Częścik (ur. 8 lutego 1898 w Godowie, zm. wiosną 1940 w Katyniu) – polski dziennikarz, polityk, poseł na Sejm III kadencji II RP, porucznik łączności rezerwy Wojska Polskiego, ofiara zbrodni katyńskiej.

## Życiorys
Syn Jana i Antoniny z domu Adach. W 1915 r., ochotnik do armii rosyjskiej, zwolniony do cywila w roku następnym, kontynuował przerwaną naukę w Gimnazjum Rządowym Lublinie (wówczas przeniesionym do Odessy). Maturę zdał w 1919 r., wcześniej był żołnierzem III Korpusu Polskiego w Rosji, a po jego rozbrojeniu przez Austriaków przebywał na Krymie i w Gruzji.
Po powrocie do Polski, sekretarz Wydziału Aprowizacji w Lublinie, wziął udział w wojnie polsko-bolszewickiej 1920 r., jako radiotelegrafista w 7 stacji polowej radiotelegraficznej 19 Dywizji Piechoty. Studiował na Wydziale Inżynierii Wodnej i Wydziale Chemii Politechniki Warszawskiej, ale studiów nie ukończył. Był redaktorem „Rzeczypospolitej”, „Tygodnika Katolicko-Ludowego” i „Polski Ludowej”.
Poseł na Sejm RP III kadencji w latach 1930–1935 z list Polskiego Stronnictwa Chrześcijańskiej Demokracji (PSChD). W 1935 r., był współorganizatorem Chrześcijańskiego Stronnictwa Ludowego, a w 1938 r., Chrześcijańskiej Grupy Ludowej.
Na stopień porucznika został mianowany ze starszeństwem z 19 marca 1939 i 28. lokatą w korpusie oficerów rezerwy łączności.

Po kampanii wrześniowej 1939 r. i agresji ZSRR na Polskę w nieznanych okolicznościach dostał się do niewoli sowieckiej. Przebywał w obozie jenieckim w Kozielsku. Wiosną 1940 r. został zamordowany przez funkcjonariuszy NKWD w Katyniu i tam pogrzebany w bezimiennej mogile zbiorowej, gdzie od 28 lipca 2000 r. mieści się oficjalnie Polski Cmentarz Wojenny w Katyniu. W miejscu tym prowadzone były ekshumacje i prace archeologiczne. W 1943 r. zidentyfikowano go podczas ekshumacji prowadzonej przez Niemców pod numerem 2351 – dosł. określony jako Cześnik Marian. Przy jego zwłokach zostały odnalezione 2 pocztówki z nadawcą: Cześnik – Warszawa, ul. Piusa XI Nr 16, karta mobil., leg. ofic. rez. oraz karta szczep.. Figuruje na liście wywózkowej 040/3 z 20 kwietnia 1940.
5 października 2007 r. minister obrony narodowej Aleksander Szczygło mianował go pośmiertnie na stopień porucznika (sic!). Awans został ogłoszony 9 listopada 2007 r. w Warszawie, w trakcie uroczystości „Katyń Pamiętamy – Uczcijmy Pamięć Bohaterów”.
Był żonaty ze Stefania z Sulejewskich, z którą miał syna Zbigniewa.

## Upamiętnienie
13 kwietnia 2016 roku, w ramach akcji „Katyń... pamiętamy” / „Katyń... Ocalić od zapomnienia”, w ogrodzie Pałacu Prezydenckiego został zasadzony Dąb Pamięci poświęconego wszystkim Ofiarom Zbrodni Katyńskiej, certyfikat z numerem 1.